# 30e session du Comité du patrimoine mondial
La 30e session du Comité du patrimoine mondial s'est tenue du 9 au 16 juillet 2006 à Vilnius, en Lituanie.

## Participants
Le bureau du Comité est, pour la session, constitué des pays suivants :
- Présidence : Lituanie
- Vice-présidence : Bénin, Chili, Inde, Lesotho, Pays-Bas
- Rapporteur : Nouvelle-Zélande
- Membres : Afrique du Sud, Argentine, Chine, Colombie, Égypte, Japon, Liban, Nigeria, Norvège, Oman, Portugal, Russie, Sainte-Lucie, Royaume-Uni

## Liste

### Inscriptions
18 nouveaux biens sont inscrits au patrimoine mondial : seize culturels et deux naturels. Maurice connait sa première inscription.
Dans le tableau ci-dessous, les graphies des biens sont celles données par l'UNESCO.
| Id.  | Bien                                                                                  | Pays            | Superficie (ha) | Critères et notes | Coordonnées | Illus. |
| ---- | ------------------------------------------------------------------------------------- | --------------- | --------------- | --- | --- | ------ |
| 1155 | Vieille ville de Ratisbonne et Stadtamhof                                             | Allemagne       | 182,8           | Culturel, (ii), (iii), (iv) | 49° 01′ 16″ N, 12° 05′ 56″ E |        |
| 1214 | Ville minière de Sewell                                                               | Chili           | 17,2            | Culturel, (ii) | 34° 05′ 02″ S, 70° 22′ 59″ O |        |
| 1213 | Sanctuaires du grand panda du Sichuan - Wolong, Mont Siguniang et Montagnes de Jiajin | Chine           | 924 500         | Culturel, (x) | 30° 49′ 59″ N, 103° 00′ 00″ E |        |
| 1114 | Yin Xu                                                                                | Chine           | 414             | Culturel, (ii), (iii), (iv), (vi) | 36° 07′ 37″ N, 114° 18′ 50″ E |        |
| 1216 | Sanctuaire de faune et de flore de Malpelo                                            | Colombie        | 857 500         | Culturel, (vii), (ix) | 3° 58′ 01″ N, 81° 37′ 01″ O |        |
| 1217 | Pont Vizcaya                                                                          | Espagne         | 0,8595          | Culturel, (i), (ii) | 43° 19′ 23″ N, 3° 01′ 01″ O |        |
| 1189 | Harar Jugol, la ville historique fortifiée                                            | Éthiopie        | 48              | Culturel, (ii), (iii), (iv), (v) | 9° 18′ 32″ N, 42° 08′ 17″ E |        |
| 1226 | Cercles mégalithiques de Sénégambie                                                   | Gambie, Sénégal | 9,85            | Culturel, (i), (iii) Bien transfrontalier comprenant quatre sites : Kerbatch, Wassu, Sine Ngayène et Wanar | 13° 45′ N, 15° 00′ O 13° 42′ N, 14° 52′ O 13° 41′ N, 15° 31′ O 13° 46′ N, 15° 31′ O |        |
| 1222 | Behistun                                                                              | Iran            | 187             | Culturel, (ii), (iii) | 34° 23′ 17″ N, 47° 26′ 13″ E |        |
| 1211 | Gênes, les Strade Nuove et le système des palais des Rolli                            | Italie          | 15,777          | Culturel, (ii), (iv) | 44° 24′ 43″ N, 8° 55′ 52″ E |        |
| 476  | Art rupestre de Chongoni                                                              | Malawi          | 12 640          | Culturel, (iii), (vi) | 14° 17′ 35″ S, 34° 16′ 44″ E |        |
| 1227 | Aapravasi Ghat                                                                        | Maurice         | 0,164           | Culturel, (vi) | 20° 09′ 32″ S, 57° 30′ 11″ E |        |
| 1209 | Paysage d'agaves et anciennes installations industrielles de Tequila                  | Mexique         | 35 018,852      | Culturel, (ii), (iv), (v), (vi) Deux sites distincts : vallée de Tequila et Amatitán, et site archéologique de Guachimontones | 20° 51′ 40″ N, 103° 45′ 18″ O 20° 41′ 28″ N, 103° 50′ 56″ O |        |
| 1207 | Systèmes d'irrigation aflaj d'Oman                                                    | Oman            | 1 455,949       | Culturel, (v) Cinq sites : aflaj Al-Katmeen, Al-Malki, Daris (ar), Al-Jeela (ar) et Al-Muyasser (ar) | 22° 55′ 59″ N, 57° 40′ 01″ E 22° 43′ 59″ N, 57° 46′ 01″ E 22° 58′ 59″ N, 57° 31′ 59″ E 22° 46′ 59″ N, 59° 10′ 01″ E 23° 21′ N, 57° 27′ E |        |
| 1165 | Halle du Centenaire de Wroclaw                                                        | Pologne         | 36,69           | Culturel, (i), (ii), (iv) | 51° 06′ 25″ N, 17° 04′ 37″ E |        |
| 1215 | Paysage minier des Cornouailles et de l'ouest du Devon                                | Royaume-Uni     | 19 719          | Culturel, (ii), (iii), (iv) Dix sites : districts miniers de St Just, Tregonning (en) et Gwinear (en), Trewavas, Wendron, Camborne et Redruth, Wheal Peevor (en) et port de Portreath, Gwennap, Devoran, Perran et Kennall Vale, St Agnes, Caradon, de la vallée du Tamar, Tavistock ; Port de Hayle (en), Luxulyan Valley (en) et Charlestown | 50° 07′ 59″ N, 5° 39′ 00″ O 50° 10′ 59″ N, 5° 25′ 01″ O 50° 07′ 59″ N, 5° 22′ 59″ O 50° 09′ N, 5° 12′ O 50° 13′ 01″ N, 5° 15′ 00″ O 50° 13′ 59″ N, 5° 09′ 00″ O 50° 18′ N, 5° 12′ O 50° 21′ N, 4° 45′ O 50° 30′ 00″ N, 4° 25′ 59″ O 50° 31′ 01″ N, 4° 13′ 01″ O |        |
| 1229 | Crac des Chevaliers et Qal'at Salah El-Din                                            | Syrie           | 8,87            | Culturel, (ii), (iv) | 34° 46′ 55″ N, 36° 15′ 47″ E |        |
| 1183 | Sites d'art rupestre de Kondoa                                                        | Tanzanie        | 233 600         | Culturel, (iii), (vi) | 4° 43′ 26″ S, 35° 50′ 02″ E |        |

### Extensions
Les limites des deux biens suivants, déjà inscrit au patrimoine mondial, sont étendues de façon significative.
| Id. | Bien                             | Pays            | Superficie (ha) | Critères et notes | Coordonnées                                                                            | Illus. |
| --- | -------------------------------- | --------------- | --------------- | --- | -------------------------------------------------------------------------------------- | ------ |
| 898 | Haute Côte / Archipel de Kvarken | Finlande, Suède | 336 900         | Culturel, (viii) La Haute Côte, en Suède, est inscrite depuis 2000 ; l'extension concerne la partie finlandaise : l'archipel de Kvarken. | 63° 03′ 36″ N, 20° 48′ 00″ E                                                           |        |
| 724 | Monuments médiévaux au Kosovo    | Serbie          | 2,8802          | Culturel, (ii), (iii), (iv) Le monastère de Visoki Dečani est inscrit en 2004 ; l'extension concerne trois autres édifices : monastère de Gračanica, monastère patriarcal de Peć et église de la Vierge de Leviša. Les quatre monuments sont situés au Kosovo, qui proclame son indépendance de la Serbie en 2008. | 42° 35′ 53″ N, 21° 11′ 35″ E 42° 39′ 40″ N, 20° 15′ 58″ E 42° 12′ 40″ N, 20° 44′ 10″ E |        |

### Patrimoine en péril

#### Ajouts
Deux biens sont inscrits sur la liste du patrimoine mondial en péril.
| Id.  | Bien                          | Pays      | Notes | Coordonnées                  | Illus. |
| ---- | ----------------------------- | --------- | --- | ---------------------------- | ------ |
| 1156 | Vallée de l'Elbe à Dresde     | Allemagne | Inscrit en 2004, le bien est décreté en péril à la suite de la construction du pont de Waldschlösschen. Il est finalement radié du patrimoine mondial en 2009.                                                                                             | 51° 02′ 24″ N, 13° 49′ 16″ E |        |
| 724  | Monuments médiévaux au Kosovo | Serbie    | En péril à la suite de l'instabilité politique et de la situation après la guerre du Kosovo (1998-1999) ; le bien est également étendu pendant la même session. Le Kosovo déclare son indépendance deux ans après. En 2025, le bien est toujours en péril. | 42° 32′ 49″ N, 20° 16′ 19″ E |        |

#### Retraits
| Id. | Bien                                | Pays      | Notes | Coordonnées                  | Illus. |
| --- | ----------------------------------- | --------- | --- | ---------------------------- | ------ |
| 193 | Tipasa                              | Algérie   | Inscrit en 1982, en péril depuis 2002 à cause de la détérioration du site, retiré de cette liste à la suite des actions entreprises par le pays | 36° 33′ 00″ N, 2° 22′ 59″ E  |        |
| 292 | Cathédrale de Cologne               | Allemagne | Inscrit en 1996, en péril depuis 2004 à cause de l'impact visuel de projets de construction. Retiré de la liste après la révision à la baisse des projets de construction de nouveaux grands immeubles et l'amélioration de la gestion des environs de la cathédrale. | 50° 56′ 28″ N, 6° 57′ 29″ E  |        |
| 241 | Ensemble monumental de Hampi        | Inde      | Inscrit en 1986, en péril depuis 1999 à cause de la construction de deux ponts suspendus menaçant l'intégrité du site. Retiré de la liste après la réduction du trafic routier.                                                                                       | 15° 18′ 50″ N, 76° 28′ 19″ E |        |
| 25  | Parc national des oiseaux du Djoudj | Sénégal   | Inscrit en 1981, en péril depuis 2000 à cause de la prolifération d'une plante invasive, la Salvinia molesta. Retiré de la liste après les actions des gestionnaires du parc.                                                                                         | 16° 30′ 00″ N, 16° 10′ 01″ O |        |
| 8   | Parc national de l'Ichkeul          | Tunisie   | Inscrit en 1980, en péril depuis 1996 en raison d'une augmentation de la salinité de ses eaux. Retiré de la liste après la fin de l'utilisation agricole des eaux du lac, réduisant la salinité.                                                                      | 37° 10′ 01″ N, 9° 40′ 01″ E  |        |

### Ajournements
L'examen de dix proposition est ajournée et reconduite à une date ultérieure,.
| Bien                                                                  | Pays                | Notes | Coordonnées                  | Illus. |
| --------------------------------------------------------------------- | ------------------- | --- | ---------------------------- | ------ |
| Château d'Eggenberg                                                   | Autriche            | Le château aurait été une extension d'une autre bien, « Ville de Graz – Centre historique », mais le Comité diffère l'examen pour permettre à l'Autriche d’améliorer la gestion du bien. Le château est finalement inscrit en 2010.                                             | 47° 04′ 26″ N, 15° 23′ 31″ E |        |
| Forêts hyrcaniennes d'Azerbaïdjan                                     | Azerbaïdjan         | Examen différé pour permettre à l'Azerbaïdjan de présenter une nouvelle proposition dans un cadre transnational avec l'Iran. Les forêts iraniennes sont inscrites en 2019 ; les forêts azerbaïdjanaises en 2023.                                                                | 38° 45′ 18″ N, 48° 40′ 55″ E |        |
| Incallajta : la pierre fondamentale du pouvoir inca dans le Collasuyo | Bolivie             | Examen différé pour améliorer l'état de conservation du site et mieux présenter son importance. En 2025, le site est toujours sur la liste indicative de la Bolivie. | 17° 36′ 18″ S, 65° 24′ 54″ O |        |
| Les ruines de Loropéni                                                | Burkina Faso        | Examen différé pour approfondir la connaissance et la signification du site, et en améliorer l'état de conservation. Le bien est inscrit en 2009. | 10° 15′ 00″ N, 3° 34′ 59″ O  |        |
| Sites d'ichnofossiles de dinosaures de la péninsule ibérique          | Espagne             | Examen différé pour permettre de réviser substantiellement la proposition. Abandonnée à une date ultérieure. |                              |        |
| Les Causses et les Cévennes                                           | France              | Examen différé pour permettre de reconsidérer les caractéristiques du bien. Inscrit en 2011. | 44° 13′ 12″ N, 3° 28′ 23″ E  |        |
| Écosystème et paysage culturel relique de Lopé-Okanda                 | Gabon               | Examen différé afin de revoir les limites, la gestion et l'importance du site. Inscrit en 2007. | 0° 26′ 28″ S, 11° 31′ 23″ E  |        |
| Île fluviale de Majuli sur le Brahmapoutre en Assam                   | Inde                | Examen différé afin de revoir la gestion et l'importance du site. | 26° 57′ 00″ N, 94° 10′ 01″ E |        |
| Patrimoine transfrontalier des forêts ombrophiles de Bornéo           | Indonésie, Malaisie | Examen différé afin de revoir l'intégrité du site. Le bien transfrontalier aurait inclus le sanctuaire faunique de Lanjak-Entimau et le parc national de Batang Ai en Malaisie, et le parc national de Betung Kerihun en Indonésie. La proposition est abandonnée par la suite. | 1° 13′ 16″ N, 113° 21′ 11″ E |        |
| Voie de migration de la Great Rift Valley, vallée de la Hula          | Israël              | Inscription refusée pour permettre de créer une proposition sérielle conjointement avec d'autres pays. | 33° 06′ N, 35° 36′ E         |        |

### Rejet
Le Comité rejette une proposition d'inscription.
| Bien       | Pays  | Notes                                                                             | Coordonnées                 | Illus. |
| ---------- | ----- | --------------------------------------------------------------------------------- | --------------------------- | ------ |
| Le Toubkal | Maroc | Inscription rejetée, l'intégrité du parc national de Toubkal n'étant pas assurée. | 31° 03′ 43″ N, 7° 54′ 58″ O |        |